# Schaubühne am Lehniner Platz
De Schaubühne am Lehniner Platz, voorheen Schaubühne am Halleschen Ufer, meestal kortweg aangeduid als Schaubühne, is een schouwburg in de Duitse hoofdstad Berlijn en tevens de naam van een toonaangevend theatergezelschap, dat aan dit gebouw verbonden is. Het theater ligt aan de Kurfürstendamm in de wijk Berlin-Wilmersdorf. Het als bioscoop ontworpen gebouw van architect Erich Mendelsohn in de stijl van de nieuwe zakelijkheid dateert uit 1928 en is sinds 1979 een monument (Denkmalschutz). De Schaubühne am Lehniner Platz is een van de grotere podia voor toneel in Duitsland.

## Geschiedenis

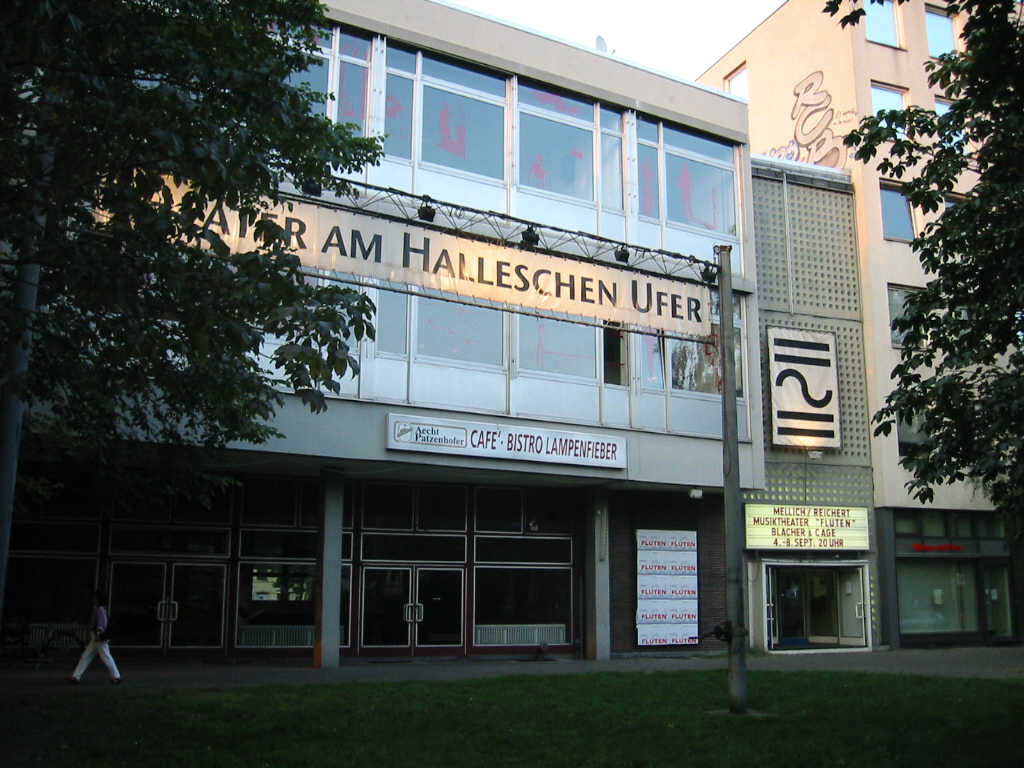
De Schaubühne, thans Theater am Halleschen Ufer

### Schaubühne am Halleschen Ufer
In 1962 richtten de jonge theatermakers Jürgen Schitthelm, Waltraut Mau, Dieter Sturm en Klaus Weiffenbach een nieuw toneelgezelschap op in een multifunctionele ruimte in de arbeiderswijk Berlin-Kreuzberg. De groep functioneerde als Mitbestimmungstheater, waarin alle medewerkers mochten meebeslissen, en zette zich sterk af tegen de traditionele, hiërarchisch georganiseerde theaters. In 1970 voegde de theaterregisseur Peter Stein, die in deze periode huisarrest had vanwege de controversiële productie van Peter Weiss' Vietnam-Diskurses (waarbij hij geld inzamelde voor de Vietcong), zich bij de groep. Steins eerste voorstelling bij de Schaubühne, gemaakt als collectief, was Die Mutter van Bertolt Brecht. De Süddeutsche Zeitung schreef over deze voorstelling: „Zuviel Freiheit für das Theater?“ (Te veel vrijheid voor het theater?) en binnen de Berlijnse senaat gingen stemmen op om de subsidie te schrappen.
Binnen het gezelschap bleek de ver doorgevoerde democratisering op den duur onwerkbaar. In 1971 boekte de groep tijdens een tournee door diverse Europese landen een groot, onverwacht succes met Steins regie van Ibsens Peer Gynt, een voorstelling die in hetzelfde jaar de belangrijke prijs van de Duitse theatercritici (Deutscher Kritikerpreis) kreeg. Daarmee was de Schaubühne een gevestigde naam geworden. Van 1970 tot 1975 werkte Peter Stein regelmatig samen met de schrijver Botho Strauß, en daarnaast met de dramaturg Dieter Sturm, de componist Peter Fischer, de theatervormgever Karl Ernst Herrmann en de kostuumontwerpster Moidele Bickel.

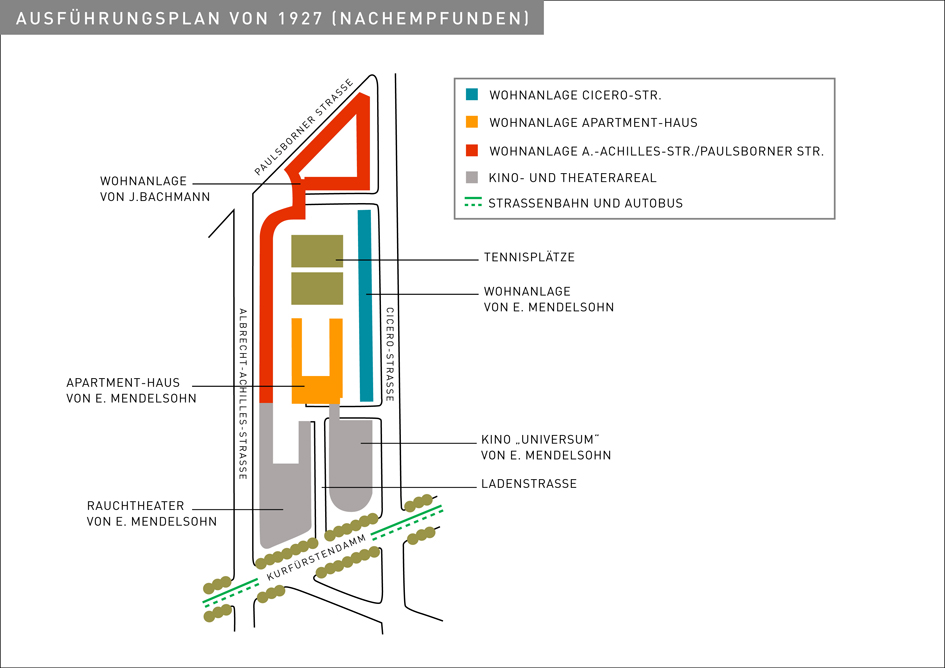
Het WOGA-complex uit 1927 met rechtsonder de bioscoop Universum

### Verhuizing naar de Lehniner Platz
De Berlijnse architect Jürgen Sawade wist in 1975 het krap behuisde gezelschap van de Schaubühne am Halleschen Ufer te interesseren voor zijn plannen om het gebouw van de voormalige Kino Universum bij de Lehniner Platz aan de Kurfürstendamm in te richten als theater. Het markante gebouw van architect Erich Mendelsohn was bij de opening in 1928 de grootste bioscoop van Berlijn. Het gebouw was oorspronkelijk onderdeel van het 4 hectare grote WOGA-complex met een winkelgalerij en appartementengebouwen, van elkaar gescheiden door gazons en een tenniscourt. Het complex werd in de Tweede Wereldoorlog grotendeels verwoest en na de oorlog opnieuw opgebouwd. De bioscoop was vanaf 1969 in gebruik als danszaal en musicaltheater.
Van 1978 tot 1981 vond een grootscheepse verbouwing plaats, die ruim 81 miljoen mark kostte. Hierbij werd binnen het monumentale gebouw een flexibele indeling gerealiseerd, de scheiding tussen publiek en podium werd opgeheven en theatertechnische installaties kregen extra veel aandacht. In de herfst van 1981 vonden de eerste voorstellingen in het nieuwe theater plaats. Omdat het publiek en de critici uitgekeken raakten op de producties van Stein, trok deze zich vanaf 1985 geleidelijk terug, waarna een team jonge kunstenaars, bestaande uit Thomas Ostermeier, Jens Hillje en Sasha Waltz (2000-2005), geleidelijk de artistieke leiding overnamen.

## Het huidige gezelschap

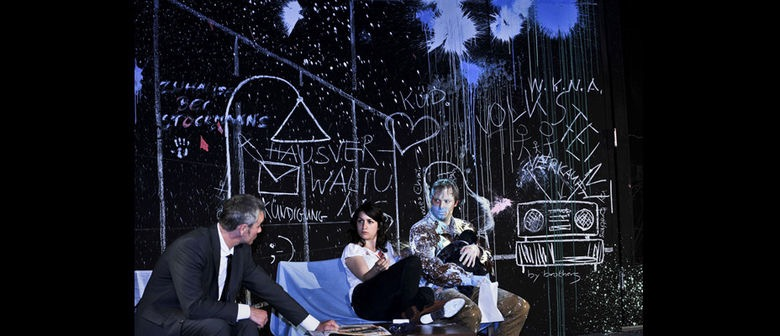
De Schaubühne in Melbourne in 2012

Het aan de Schaubühne am Lehniner Platz verbonden vaste ensemble behoort tot de meest gerenommeerde toneelgezelschappen van Duitsland. Per seizoen staan een dertigtal toneelstukken op het programma, waarvan tien tot twaalf premières. In het seizoen 2013-'14 trok het gezelschap 192.752 bezoekers. Tot de bekendere acteurs in het gezelschap behoren/behoorden Monica Bleibtreu, Bruno Ganz, Nina Hoss, Susanne Lothar, Ulrich Mühe, Otto Sander, Katharina Schüttler, Mark Waschke en Angela Winkler. Naast Duitse regisseurs als Peter Stein, Thomas Ostermeier, Falk Richter, Michael Thalheimer, Andrea Breth, Klaus Michael Grüber, Tom Kühnel, Marius von Mayenburg en Patrick Wengenroth, werkt het gezelschap regelmatig samen met buitenlandse theatermakers, onder anderen Romeo Castellucci, Alvis Hermanis, Katie Mitchell, Rodrigo García, Sasha Waltz, Luc Bondy, Luk Perceval en Robert Wilson.
De Schaubühne reist met zijn producties over de hele wereld en is daarmee een van de meest internationaal georiënteerde Duitse theatergezelschappen. Sinds de oprichting volgden meer dan 350 buitenlandse tournees, onder andere naar New York, San Francisco, Ottawa, Mexico-Stad, Caracas, São Paulo, Buenos Aires, Sint-Petersburg, Tel Aviv, Bangkok, Singapore, Beijing, Seoel, Sydney en Melbourne. Het gezelschap is regelmatig te gast op de theaterfestivals van Salzburg en Avignon.
Ook in Nederland en België is de Schaubühne een begrip. In 2008 was de Schaubühne te zien tijdens het Holland Festival met een compilatie van Molière-stukken door Luk Perceval. De Nederlandse choreografe Anouk van Dijk werkte in 2009 en 2010 samen met Falk Richter aan twee projecten bij de Schaubühne. In 2009 was een door Thomas Ostermeier geregisseerde Hamlet van de Schaubühne te zien in de Stadsschouwburg Amsterdam. De artistiek leider van de Schaubühne was in 2011 en 2013 te gast bij Toneelgroep Amsterdam, waar hij Ibsens Spoken en Tsjechovs De meeuw regisseerde. In 2015 is de Schaubühne tweemaal te gast in de Amsterdamse schouwburg, eerst met The Forbidden Zone, dat later dat jaar ook in het Luikse Théâtre de Liège te zien zal zijn, en daarna met Atmen, een nieuw stuk van Duncan Macmillan, beide producties geregisseerd door Katie Mitchell.

## Beschrijving gebouw
De Schaubühne am Lehniner Platz is gebouwd op een rechthoekige plattegrond met aan een zijde een halfronde uitstulping. Het gebouw van beton, baksteen, glas en staal bestaat uit drie bouwvolumes: twee op lekaar geplaatste U-vormige volumes en een hoogopgaande, in de lengterichting geplaatste, smalle rechthoek. Op de begane grond van de halfronde uitbouw bevindt zich aan de ene zijde de theateringang en aan de andere zijde het theatercafé.
De grote zaal meet 67,5 m bij 21 m en kan door middel van twee verplaatsbare panelen worden onderverdeeld in drie zalen, die alle drie tegelijkertijd kunnen worden gebruikt. In een aangrenzend gebouw is een vierde toneelruimte, de Studio, ondergebracht.

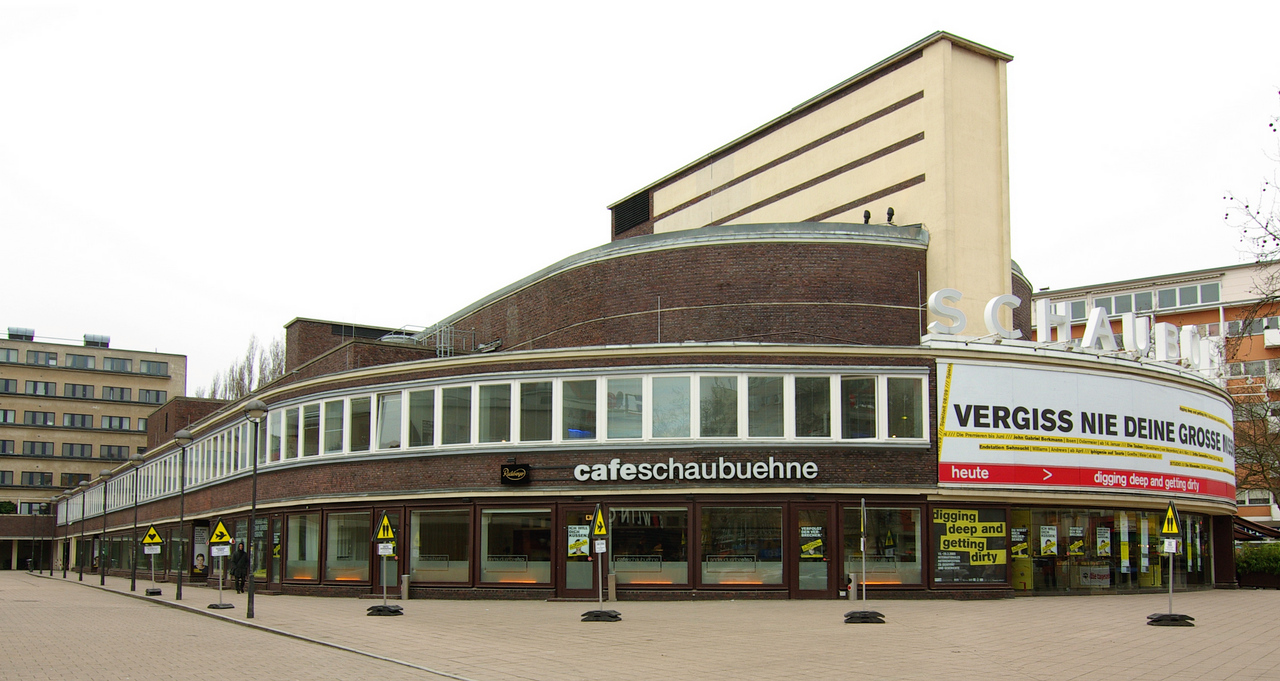
Overzicht gebouw
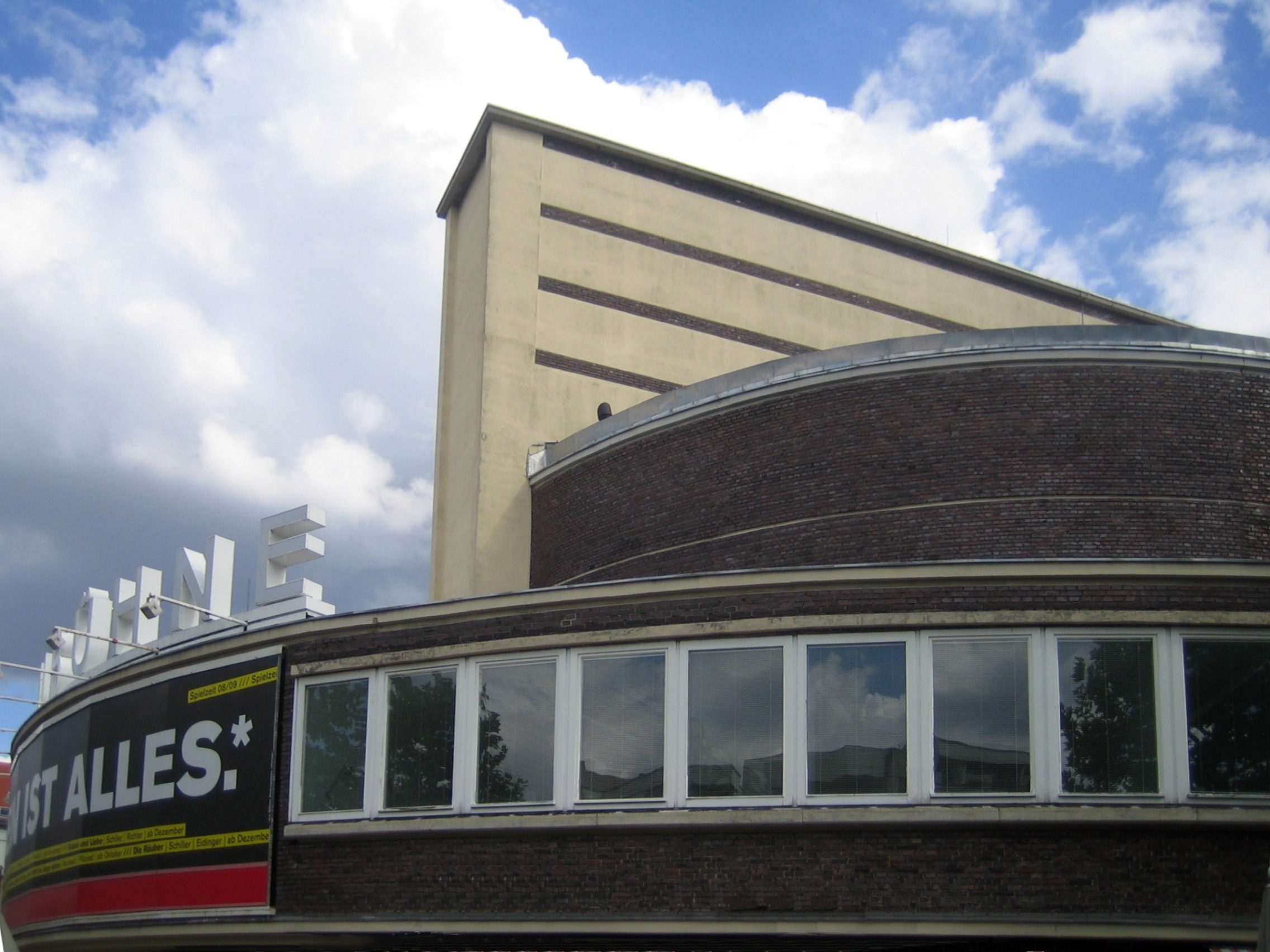
Geveldetail
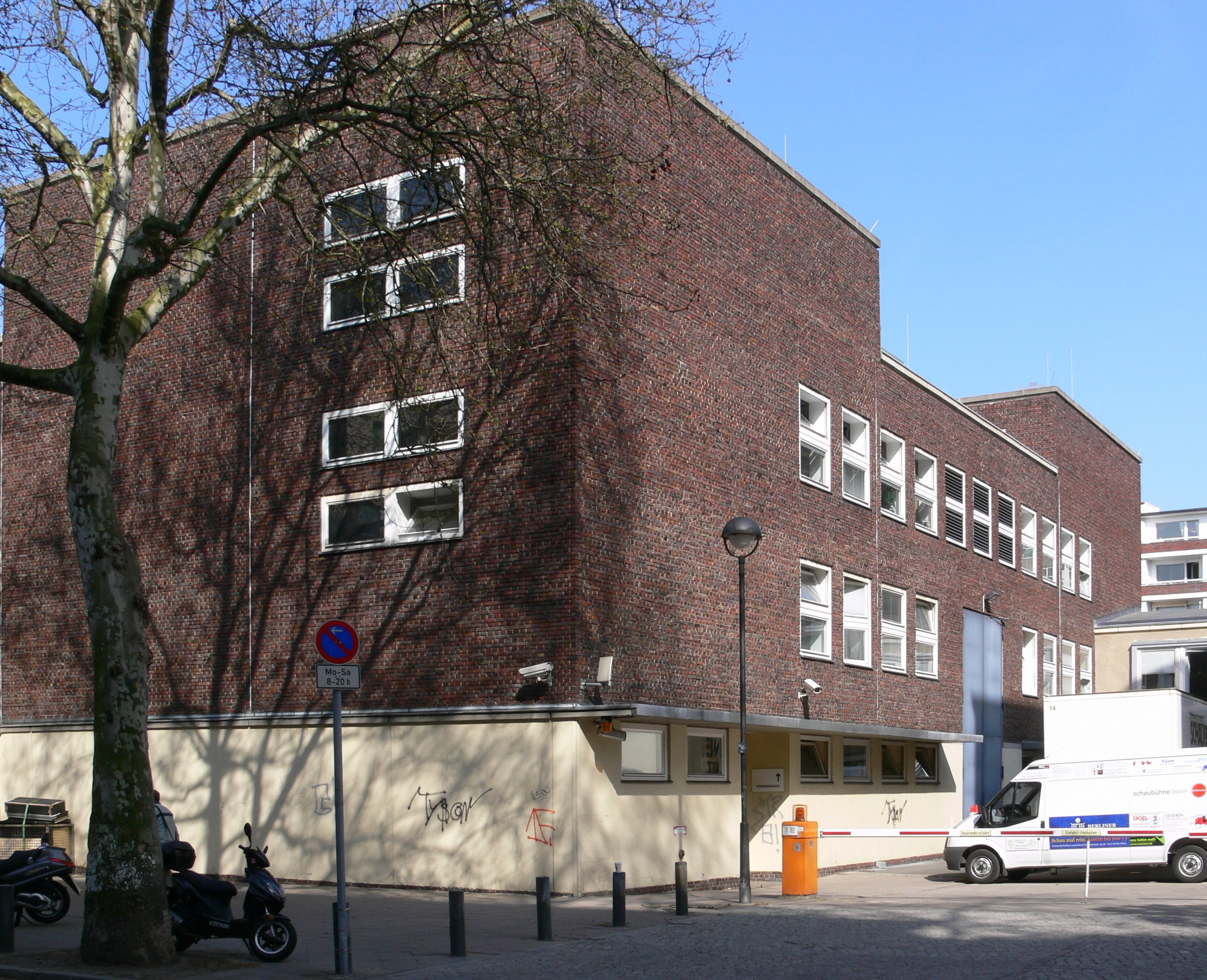
Achterzijde
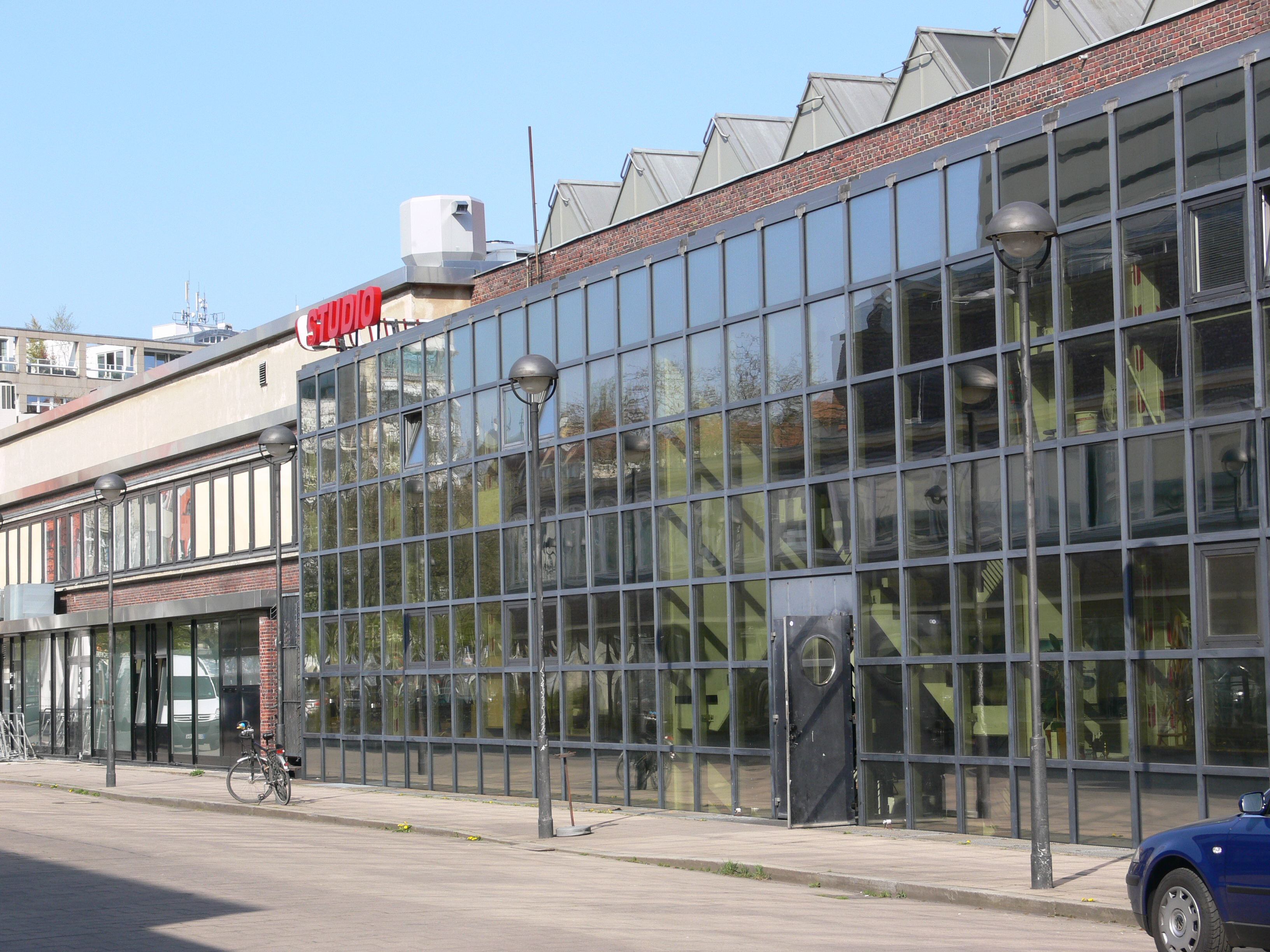
Schaubühne Studio